# Membrana praeformativa
Die Membrana praeformativa ist eine anatomische Struktur, die während der Zahnentwicklung auftritt. Sie bildet als Basalmembran die Grenzfläche zwischen dem determinierten mesenchymalen Bindegewebe (mesodermale Zahnpapille) und dem ektodermalen Schmelzorgan. Diese Basalmembran verdickt sich kurz vor Beginn der Dentinbildung und stellt in der Entwicklung die Dentin-Schmelzgrenze dar. Hier liegen Odontoblasten und Amelo- bzw. Adamantoblasten kurz vor Beginn der Prädentin-/Präenamelumbildung also Rücken an Rücken und entfernen sich dann unter Zurücklassung der von ihnen gebildeten Zahnhartsubstanzen in entgegengesetzte Richtungen voneinander.